# Calohystricia albosignata
Calohystricia albosignata är en tvåvingeart som först beskrevs av Wulp 1892.  Calohystricia albosignata ingår i släktet Calohystricia och familjen parasitflugor. Inga underarter finns listade.